# Kruskalkmossa
Kruskalkmossa (Tortella tortuosa) är en bladmossart som beskrevs av Limpricht 1888. Kruskalkmossa ingår i släktet kalkmossor, och familjen Pottiaceae. Arten är reproducerande i Sverige. Inga underarter finns listade i Catalogue of Life.

## Bildgalleri

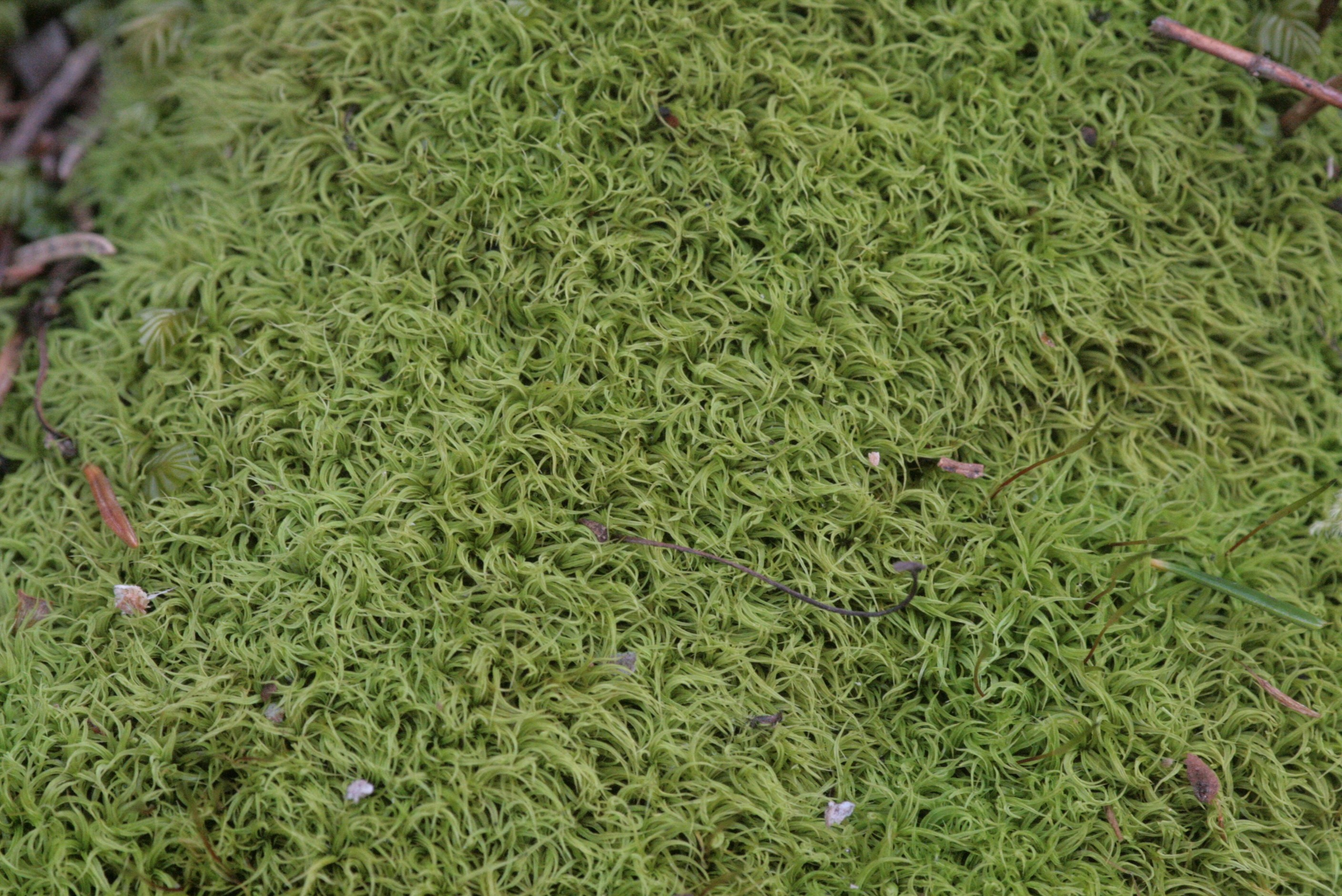
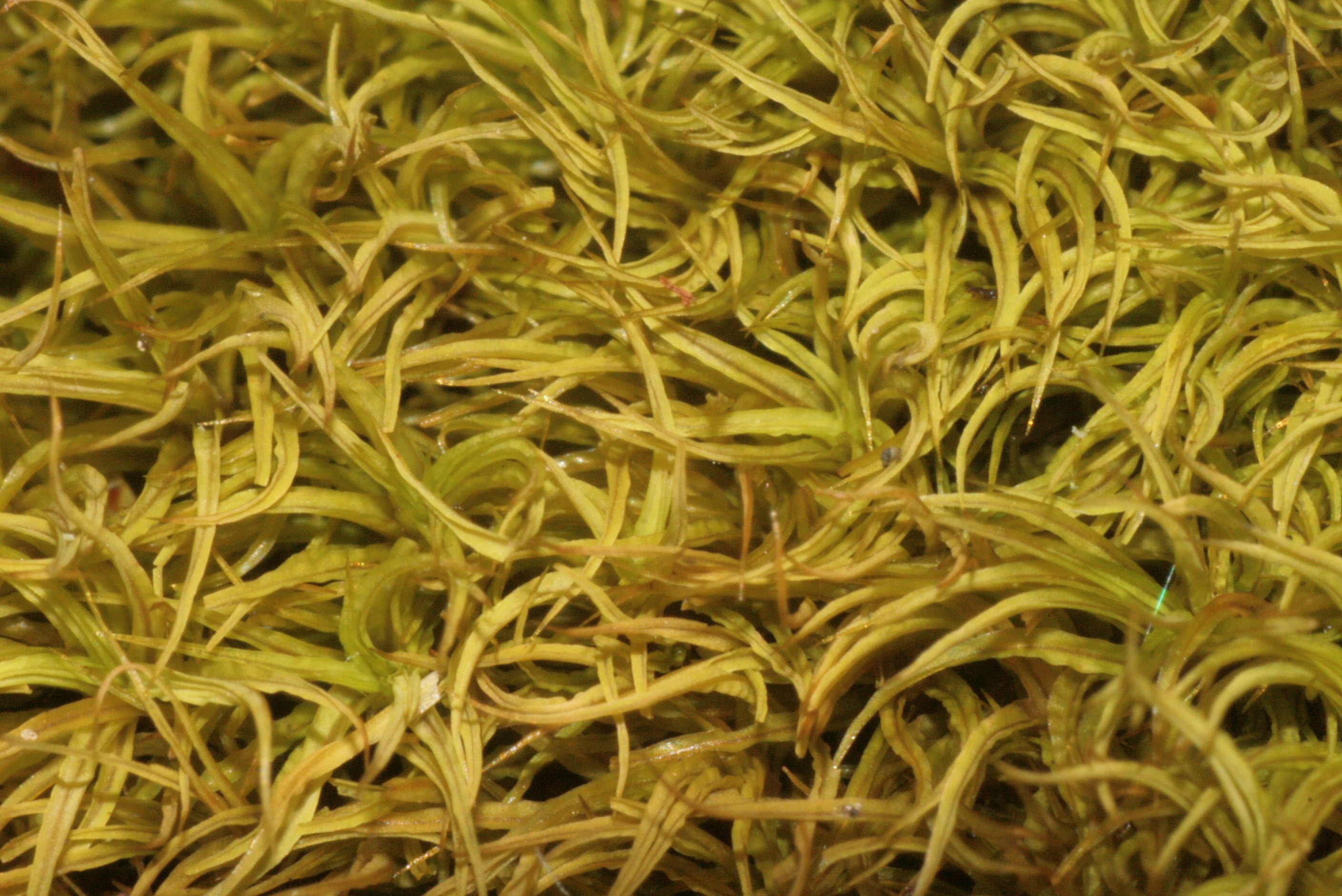
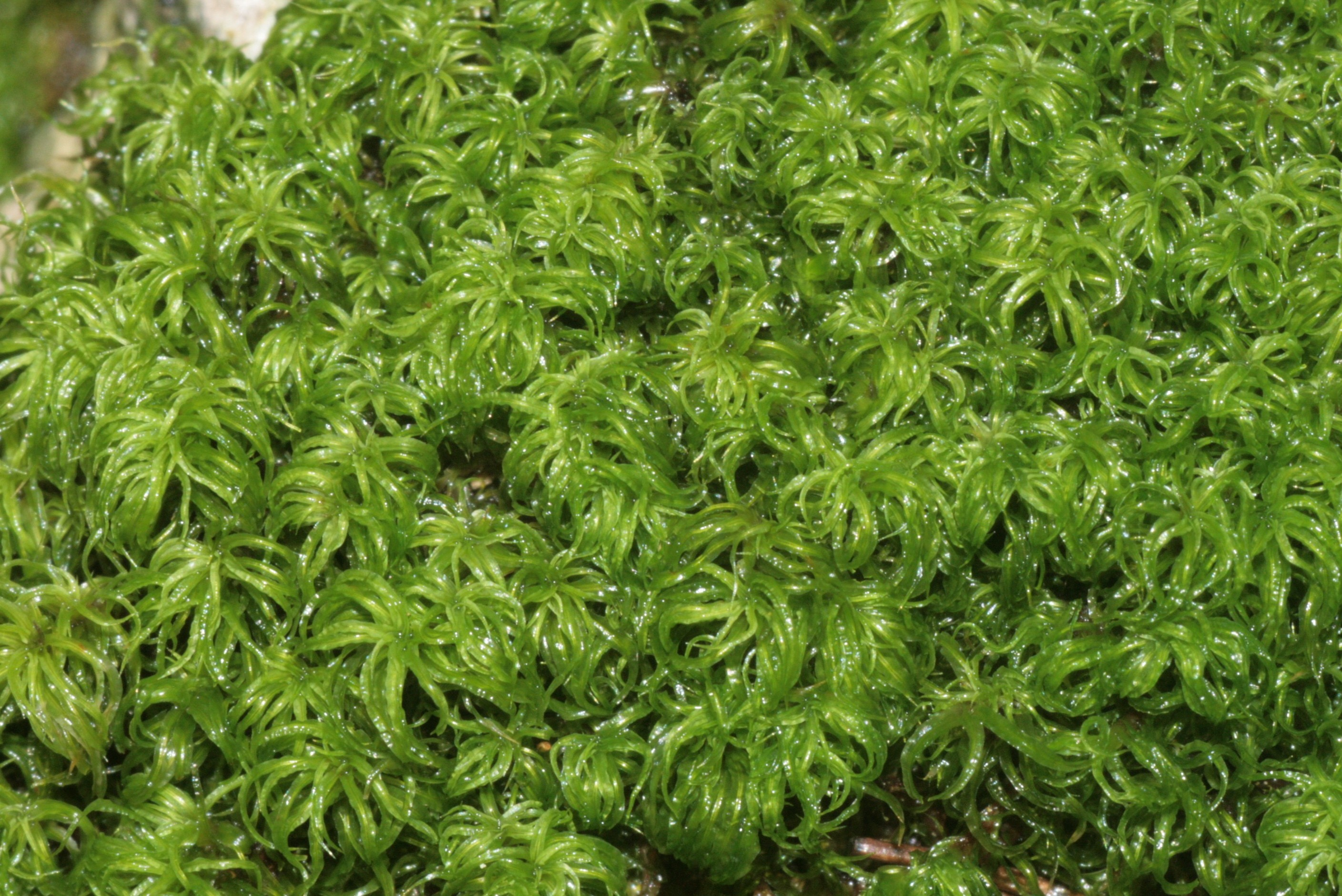
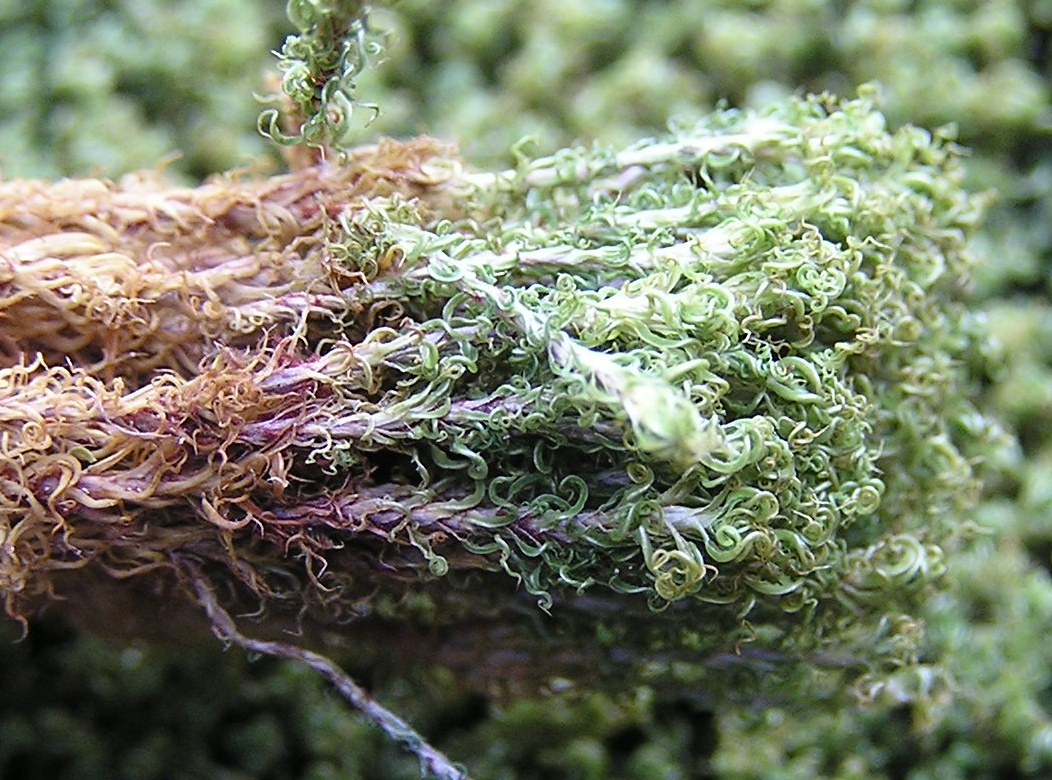
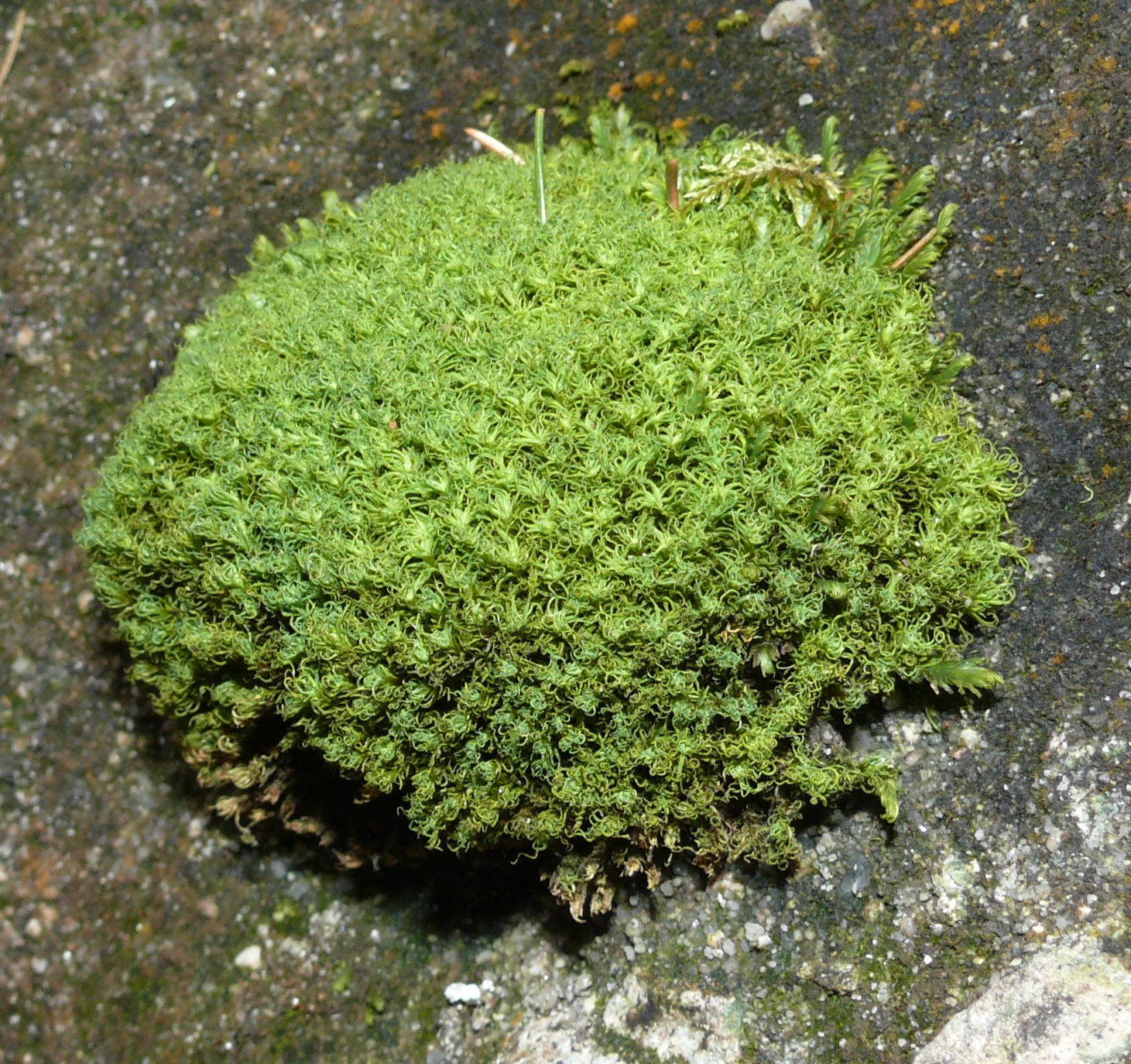
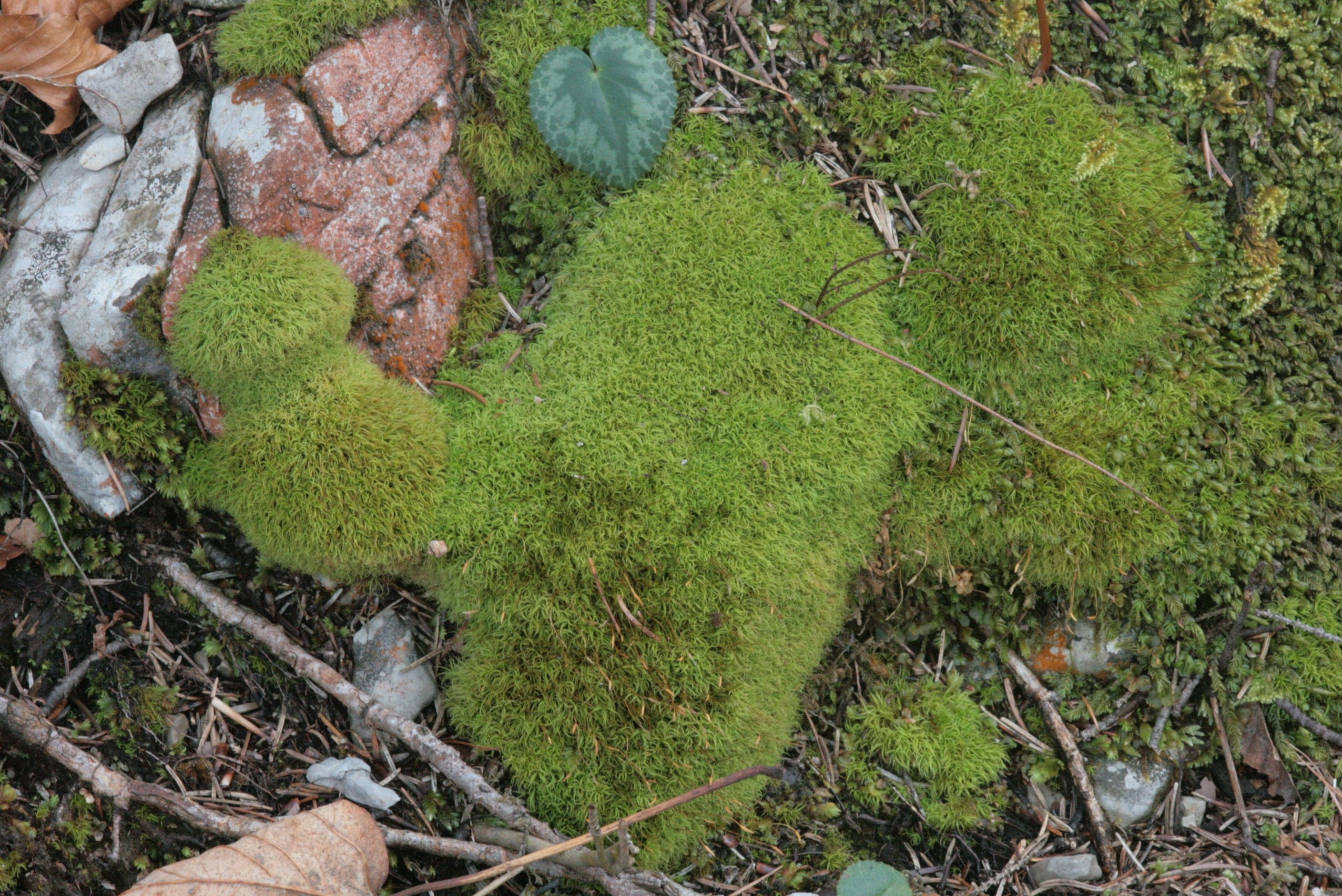